# Palibythus
Palibythus is een geslacht van kreeftachtigen uit de familie van de Palinuridae.

## Soort
- Palibythus magnificus Davie, 1990